# Эндрес, Мурило
Мурило Эндрес (порт. Murilo Endres; род. 3 мая 1981 года в Пасу-Фунду, Риу-Гранди-ду-Сул) — бразильский волейболист, двукратный серебряный призёр Олимпийских игр (2008 и 2012), двукратный чемпион мира (2006 и 2010), 7-кратный победитель Мировой лиги в составе национальной сборной Бразилии. Был признан самым ценным игроком волейбольного турнира на Олимпийских играх в Лондоне.
Старший брат Густаво также имеет опыт выступлений за сборную Бразилии по волейболу.

## Игровая карьера
- 1998—2003 —  «Банеспа»
- 2003—2005 —  «Униан Сузану»
- 2005—2006 —  «Каллипо Вибо Валентиа»
- 2006—2009 —  «Модена»
- 2009—н. в. —  «Сеси»

## Личная жизнь
Мурило родился в Пасу-Фунду, Риу-Гранди-ду-Сул, Бразилия. У него есть старший брат Густаво, который также является волейболистом.
Мурило женат на знаменитой бразильской доигровщице Жаклин с октября 2009 года. 20 декабря 2013 года Жаклин родила сына, которого назвали Артуром.